# Saulzais-le-Potier
Saulzais-le-Potier è un comune francese di 551 abitanti situato nel dipartimento del Cher, nella regione del Centro-Valle della Loira.

## Società

### Evoluzione demografica
Abitanti censiti